# Metro w Nagoi

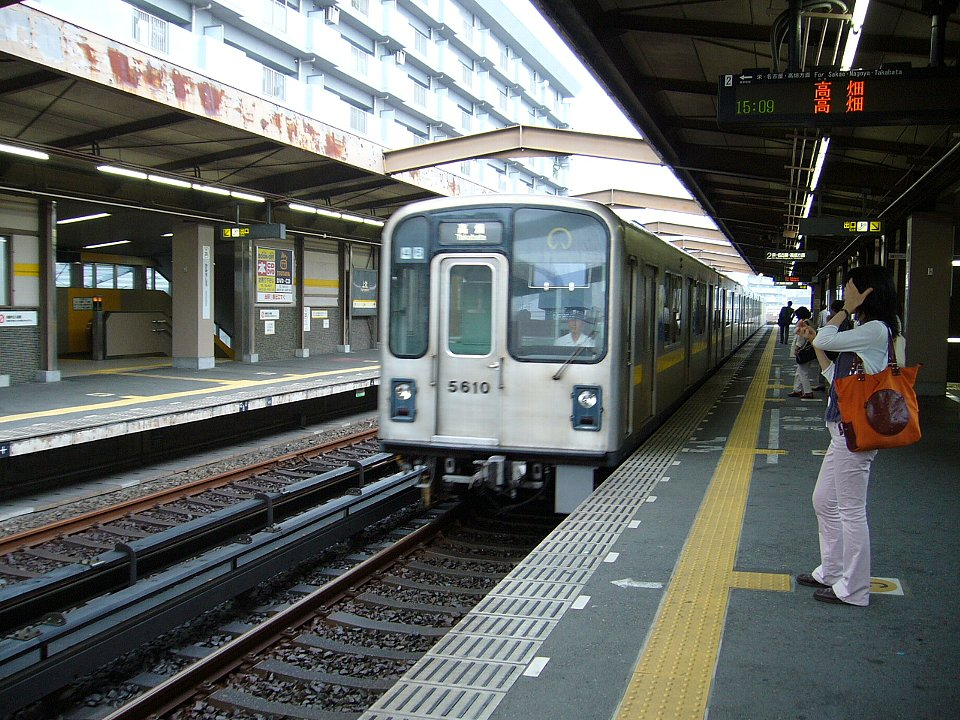
Technologia 1: Zasilanie z trzeciej szyny, tor normalny; linia Higashiyama, stacja Kami-Yashiro

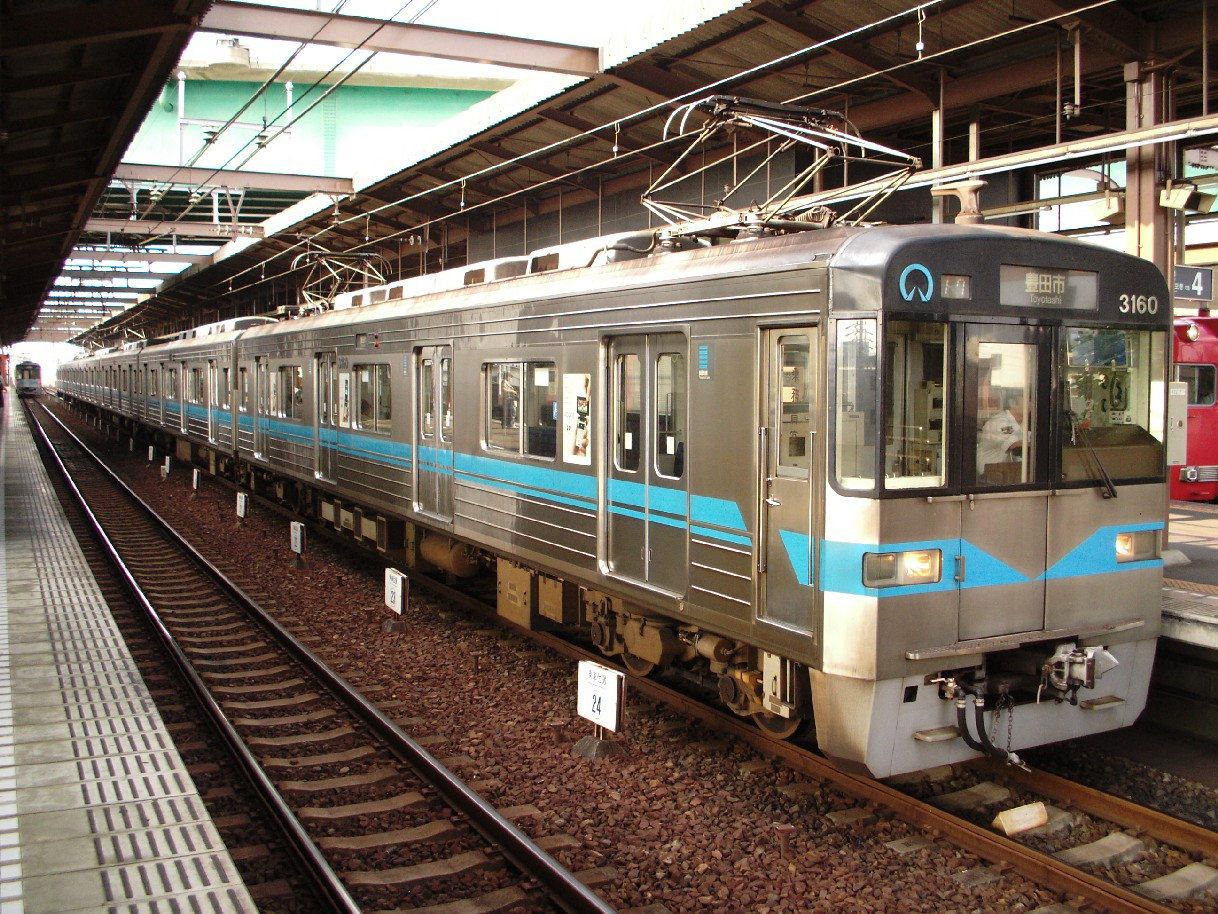
Technologia 2: Zasilanie górne, tor 1067 mm; linia Tsurumai, stacja Kami-Otai

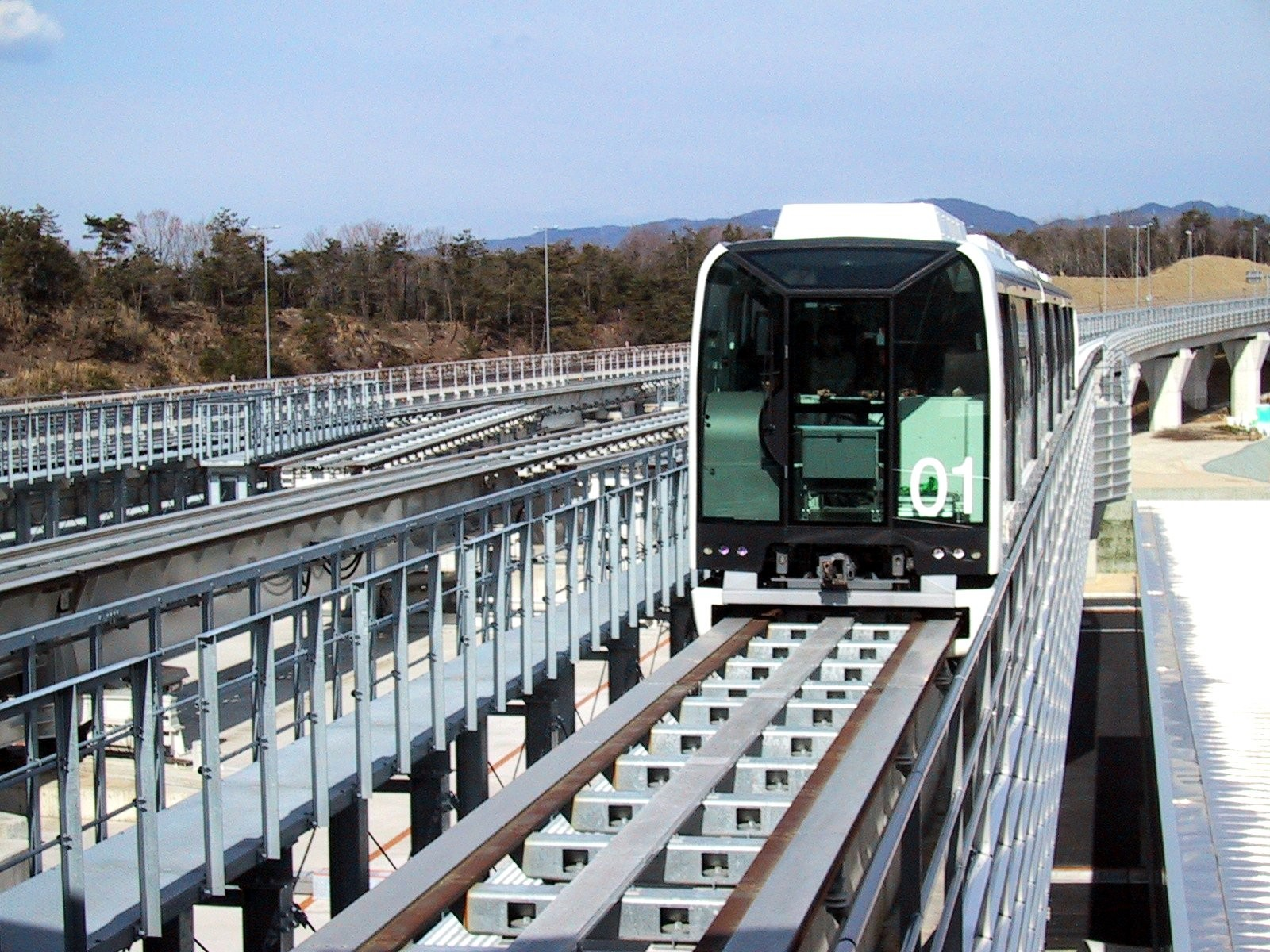
Technologia 3: maglev; linia Linimo (poza siecią metra)

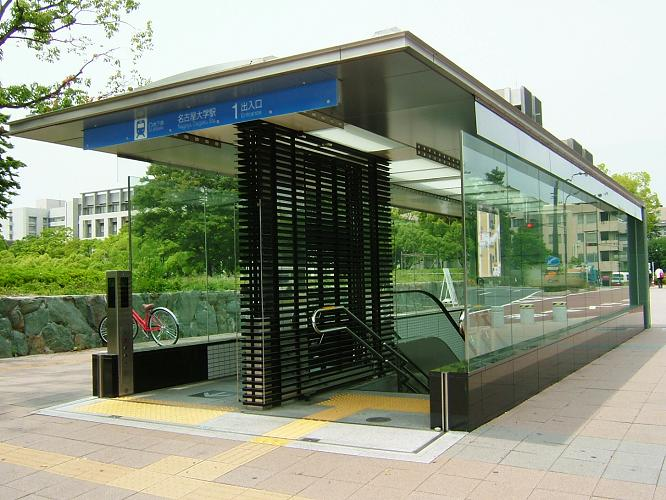
Wejście do stacji Nagoya Daigaku z 2003 r. Design wejść jest różny – to na zdjęciu należy do najnowszych

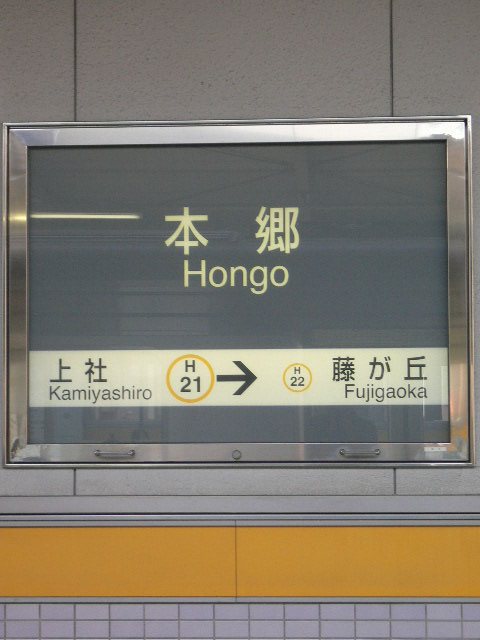
Typowy szyld stacyjny

Metro w Nagoi, jap.: 名古屋地下鉄 Nagoya chikatetsu, pełna nazwa 名古屋市営地下鉄 Nagoya Shiei Chikatetsu (pol.: „Miejska kolej podziemna Nagoi”) – sieć szybkiej kolei miejskiej należącej do gminy, która obsługuje głównie obszar miasta Nagoja (Region Tōkai, Japonia).

## Sieć

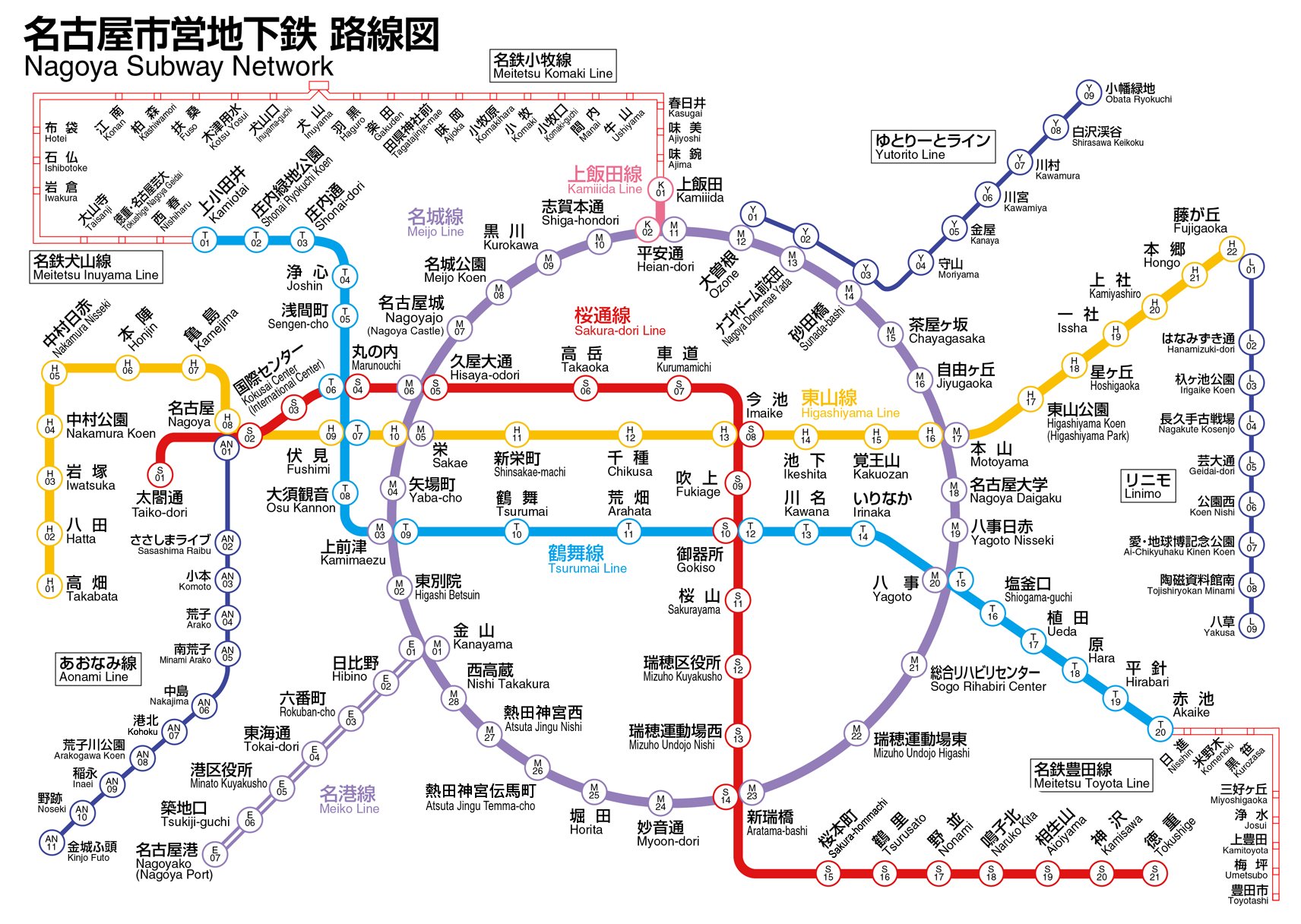
Sieć metra

### Linie własne
- 東山線 Higashiyama-sen (oznaczenie „H”, nr planistyczny – 1): linia o przebiegu WZ, długość 20,6 km, w większości podziemna, w śródmieściu pod ulicą 錦通 Nishiki-dōri. Na wschód od stacji 一社 Issha przebiega na wiadukcie (ok. 3 km). Zajezdnia znajduje się przy wschodniej stacji końcowej 藤が丘 Fujigaoka. Eksploatuje się pociągi sześciowagonowe.
- 名城線 Meijō-sen (pol.: „linia Zamku Nagoja”; oznaczenie „M”, nr planistyczny 2 – zachodnia połowa pętli i 4 – wschodnia połowa pętli): linia okólna, długości 26,4 km, w zachodniej części pętli przebiegająca przez śródmieście pod bulwarem 久屋大通 Hisaya-Ōdōri (gdzie obsługuje centralny rejon 栄 Sakae), przez węzeł 金山 Kanayama z siecią JR i Meitetsu oraz przez Uniwersytet Nagoja. Całkowicie podziemna. Eksploatacja łącznie z linią Meikō. Pociągi sześciowagonowe.
- 名港線 Meikō-sen (pol.: „linia Portu Nagoja”; oznaczenie „E”, nr planistyczny 4): linia długości 6,0 km, łącząca węzeł Kanayama z nabrzeżem zatoki, które poddano rewitalizacji. Całkowicie podziemna. Zajezdnia znajduje się przy stacji 名古屋港 Nagoya-kō. Na stacji Kanayama włączona w linię Meijō (w kierunku centrum).
- 鶴舞線 Tsurumai-sen (oznaczenie „T”, nr planistyczny – 3): linia długości 20,4 km, o przebiegu SE-NW, na obszarze śródmieścia prowadzona południkowo pod ulicą　伏見通 Fushimi-dōri. Trasa jest całkowicie podziemna, z wyjątkiem wprowadzenia na stację 上小田井 Kami-Otai na linii 犬山 Inuyama kolei prywatnej Meitetsu, z którą jest połączona. Na południowym wschodzie końcowa stacja 赤池 Akaike jest przejściową na linię 豊田 Toyota tej samej kolei (znajduje się koło niej zajezdnia). Eksploatuje się pociągi sześciowagonowe – własne metra i Meitetsu, dla której linia jest drugim połączeniem średnicowym (poza własną magistralą Nagoya-sen) pod śródmieściem Nagoi. Nazwa linii bierze się od Parku Tsurumai w południowo-wschodniej części miasta.
- 桜通線 Sakura-dōri-sen (oznaczenie „S”, nr planistyczny – 6): linia długości 14,9 km, całkowicie podziemna, łączy dzielnice południowo-wschodnie z rejonem Sakae i zapleczem Dworca Nagoya; w śródmieściu przebiega pod ulicą 桜通 Sakura-dōri (skąd bierze nazwę). Zajezdnia, całkowicie podziemna, znajduje się koło stacji końcowej 中村区役所 Nakamuraku-yakusho. Eksploatuje się pociągi pięciowagonowe.
- 上飯田線 Kami-Iida-sen (oznaczenie „K”, nr planistyczny – 7): krótki odcinek długości 0,8 km planowanej dłuższej linii, połączony na stacji 平安通 Heian-dōri z linią 小牧 Komaki kolei Meitetsu (do Inuyamy). Funkcjonuje jako podziemne doprowadzenie tej linii do stacji przesiadkowej na Meijō-sen. Eksploatuje się pociągi czterowagonowe, w większości należące do Meitetsu, ale są też dwie jednostki własne metra.

Sieć jest rozwiązana w układzie mieszanym, liniowo-rozgałęźnym. Średni odstęp między stacjami – 979 m.

### Inne koleje
- あおなみ線　Aonami-sen, oficjalnie 名古屋臨海高速鉄道 Nagoya Rinkai Kōsoku Tetsudō (pol.: „Szybka Kolej Nabrzeża Nagoi”), linia 西名古屋港 Nishi-Nagoya-kō (pol.: „linia zachodniego portu Nagoja”) długości 15,2 km, zbudowana dla pobudzenia inwestycji w zachodniej części portu Nagoja. Jest to kolej „trzeciego sektora” należąca głównie do miasta Nagoja (56,6%) oraz kolei JR Tōkai (10%).
- リニモ線　Linimo-sen, oficjalnie 愛知高速交通 Aichi Kōsoku Kōtsū (pol.: „Szybki Transport [Prefektury] Aichi”): linia maglev długości 8,9 km, łącząca tereny powystawowe EXPO 2005 na terenie miasta Nagakute ze stacją końcową linii metra Higashiyama. Linimo jest koleją „trzeciego sektora”; główni udziałowcy to Prefektura Aichi – 30,8%, kolej Meitetsu – 14,9%.
- 名鉄　Meitetsu, pełna nazwa 名古屋鉄道 Nagoya Tetsudō, rozbudowana sieć prywatnej kolei aglomeracyjnej zespołu miejskiego Nagoi. Jej sieć jest szczególnie gęsta w dzielnicach północno-zachodnich i południowych; kolej zapewnia również połączenie z portem lotniczym Chūbu. W strefach dobrze obsługiwanych siecią Meitetsu nie buduje się metra.

Ponadto pewną rolę w obsłudze ruchu miejskiego odgrywają linia Kintetsu-Nagoya (近鉄名古屋線) i sieć aglomeracyjna kolei JR東海 JR Tōkai.

## Eksploatacja
Ruch dostępnych pociągów metra odbywa się w godzinach 5:00 – 0:30 (w śródmieściu). Wszystkie pociągi na liniach metra są lokalne.
Maksymalna częstotliwość szczytowa sięga rano 2 min. na linii Higashiyama i 2½ min. na śródmiejskiej części pętlicy Meijō. Minimalna częstotliwość utrzymywana jest na linii Kami-Iida – nawet do 15 min. poza szczytem.
| \| stacja \| tys. pas. wsiadających dziennie \| linia, uwagi \| \| ---------------- \| ------------------------------- \| ---------------------------- \| \| 名古屋 Nagoya \| 165,2 \| H, S; JR, Kintetsu, Meitetsu \| \| 栄 Sakae \| 108,4 \| H, M; Meitetsu \| \| 金山 Kanayama \| 161,7 \| M, E; JR, Meitetsu \| \| 伏見 Fushimi \| 42,9 \| H, T \| \| 矢場町 Yabachō \| 27,5 \| M \| \| 藤が丘 Fujigaoka \| 26,7 \| H; Linimo \| \| 千種 Chikusa \| 26,1 \| H \| |                                 |                              |
| |                                 |                              |
| stacja | tys. pas. wsiadających dziennie | linia, uwagi                 |
| 名古屋 Nagoya | 165,2                           | H, S; JR, Kintetsu, Meitetsu |
| 栄 Sakae | 108,4                           | H, M; Meitetsu               |
| 金山 Kanayama | 161,7                           | M, E; JR, Meitetsu           |
| 伏見 Fushimi | 42,9                            | H, T                         |
| 矢場町 Yabachō | 27,5                            | M                            |
| 藤が丘 Fujigaoka | 26,7                            | H; Linimo                    |
| 千種 Chikusa | 26,1                            | H                            |

Z wyjątkiem wczesnych godzin rannych i późnych wieczornych, wszystkie pociągi linii Meikō wjeżdżają na pętlę Meijō i jadą do stacji 大曽根 Ōzone. Na odcinku Kanayama – Ōzone jadą na przemian pociągi okólne Meijō i pociągi linii Meikō. Te pierwsze dzielą się na jadące "zgodnie z ruchem wskazówek zegara" (dosł. "prawoskrętne": 右回り migi-mawari), i jadące „przeciwnie do ruchu wskazówek zegara” (左回り hidari-mawari).
Przechodzenie na sieć Meitetsu dotyczy:
– wszystkich pociągów Kami-Iida-sen. Kursują one w relacji Inuyama – Heiwa-dōri (20,6 km od stacji Kami-Iida). Między linią Meitetsu i metrem przejeżdża 11,9 tys. osób dziennie.
– na stacji Akaike: połowy pociągów Tsurumai-sen; kursują one　名鉄豊田線 Meitetsu-Toyota-sen, a następnie 名鉄三河線 Meitetsu-Mikawa-sen do stacji　豊田市 Toyota-shi (16,6 km od stacji Akaike). Między linią Meitetsu i metrem przejeżdża 21,0 tys. osób dziennie;
– na stacji Kami-Otai: dwóch-trzech par pociągów na godzinę, jadących do stacji Inuyama (21,1 km dalej) albo 岩倉 Iwakura lub 扶桑 Fusō, położonych wcześniej na trasie. Niektóre z pociągów są pośpieszne (急行 kyūkō) na linii Meitetsu. Między linią Meitetsu i metrem przejeżdża 17,6 tys. osób dziennie.
„Gęstość przewozów” na sieci metra, liczona jako stosunek dziennej liczby pasażerów do długości sieci, wynosi 12,96 tys.pas./km linii (2006). Wielkość przewozów, wcześniej stale wzrastająca, jest od 1994 r. dość stabilna. Metro Nagoja zatrudnia 2598 osób (zatrudnienie zredukowano w ostatnich latach z ponad 3 tys.).
Opłata za bilet zależy od odległości przejazdu i waha się w obrębie sieci metra od 200円 do 320円. Przejazd linią Aonami kosztuje od 200円 do 350円, Linimo od 160円 do 360円.

## Kwestie techniczne
Linie Higashiyama, Meijō i Meikō zbudowane są na torze 1435 mm i zasilane z trzeciej szyny prądem =600 V. Linie Tsurumai, Sakura-dōri i Kami-Iida, podobnie jak linia Aonami, zbudowane są na torze 1067 mm i zasilane z góry prądem =1500 V.
Wszystkie linie metra eksploatowane są w trybie ATC. Sakura-dōri-sen ma dodatkowo system ATO, co pozwala na obsługę jednoosobową (bez konduktora w tylnej kabinie sterowniczej). Kolejka Linimo jest obsługiwana w trybie ATO bez maszynistów. Linia Aonami ma zabezpieczenie ATS.
Wszystkie stacje podziemne są zbudowane odkrywkowo (ze sztucznym stropem) w przekroju prostokątnym. Tylko trzy stacje metra są nadziemne. Najkrótsze perony mają 104 m długości (Higashiyama-sen). Linie Tsurumai i Sakura-dōri mogą w przyszłości przyjmować dłuższe pociągi – ich perony liczą 170 m długości.
Metro jest wyposażone w udogodnienia dla niepełnosprawnych. Tylko dziesięć stacji, wobec braku wind, ma dostępność ograniczoną. Obie stacje na Kami-Iida-sen mają niskie ścianki bezpieczeństwa na krawędziach peronów. Ścianki takie zainstalowano również na stacjach linii Aonami. Kolejka Linimo, jak zwykle na liniach automatycznych, ma ścianki pełnej wysokości.
Linia Higashiyama w części wschodniej oraz trasy kolei Aonami i Linimo przebiegają głównie na betonowych estakadach.

## Tabor

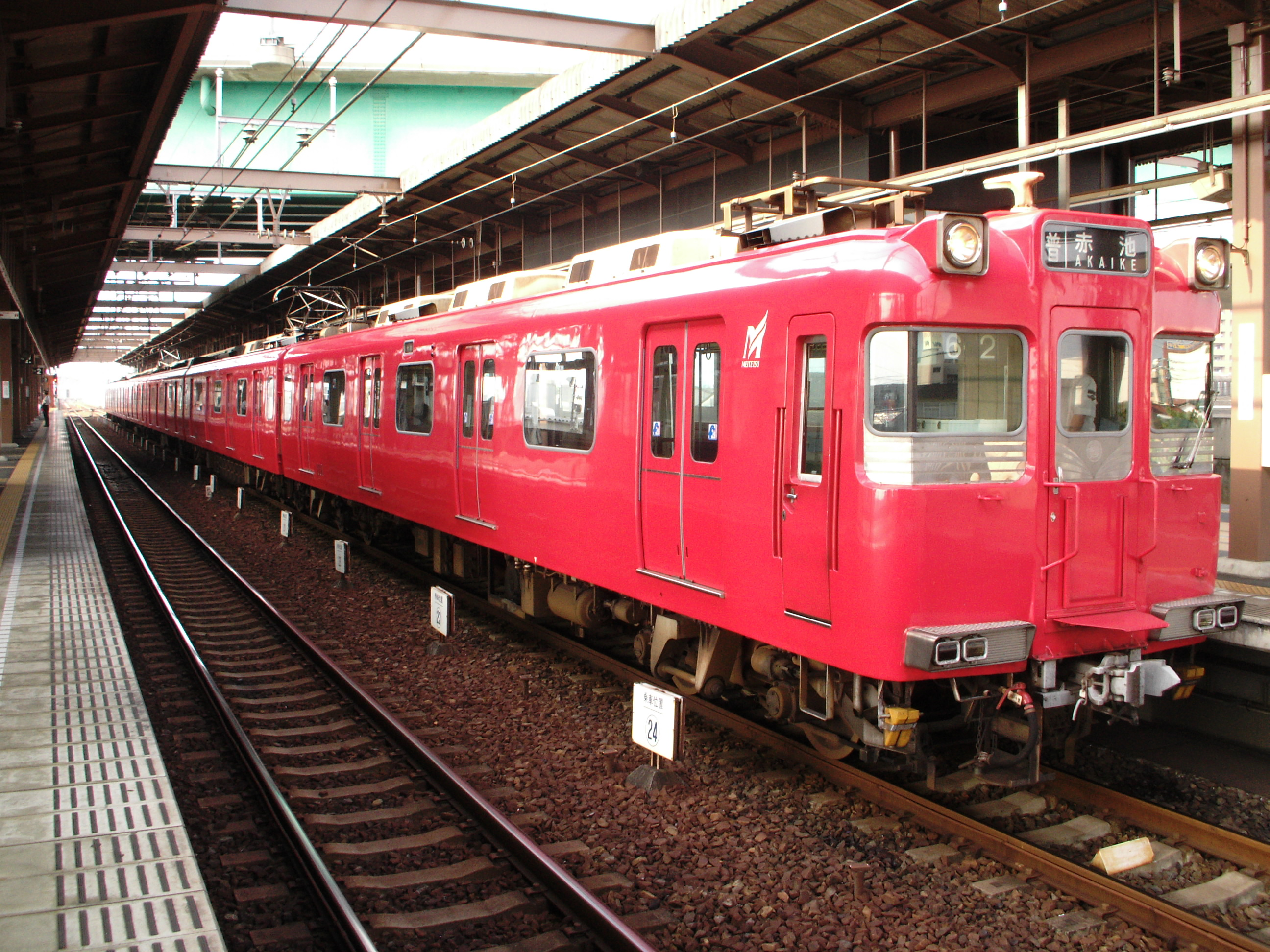
EZT „100” kolei Meitetsu z 1991 r. na torach linii Tsurumai, stacja Kami-Otai

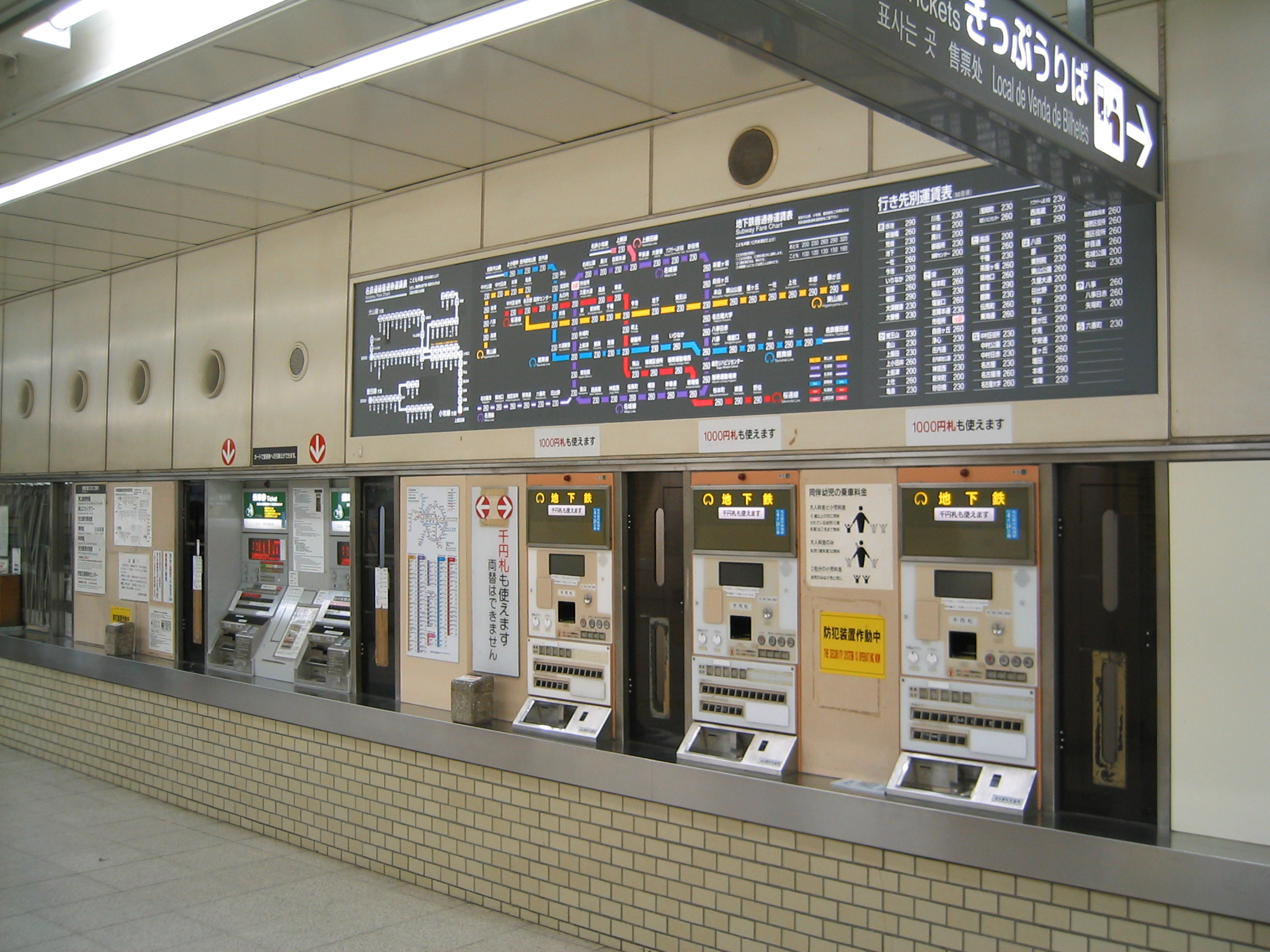
Automaty biletowe na stacji Shi-yakusho

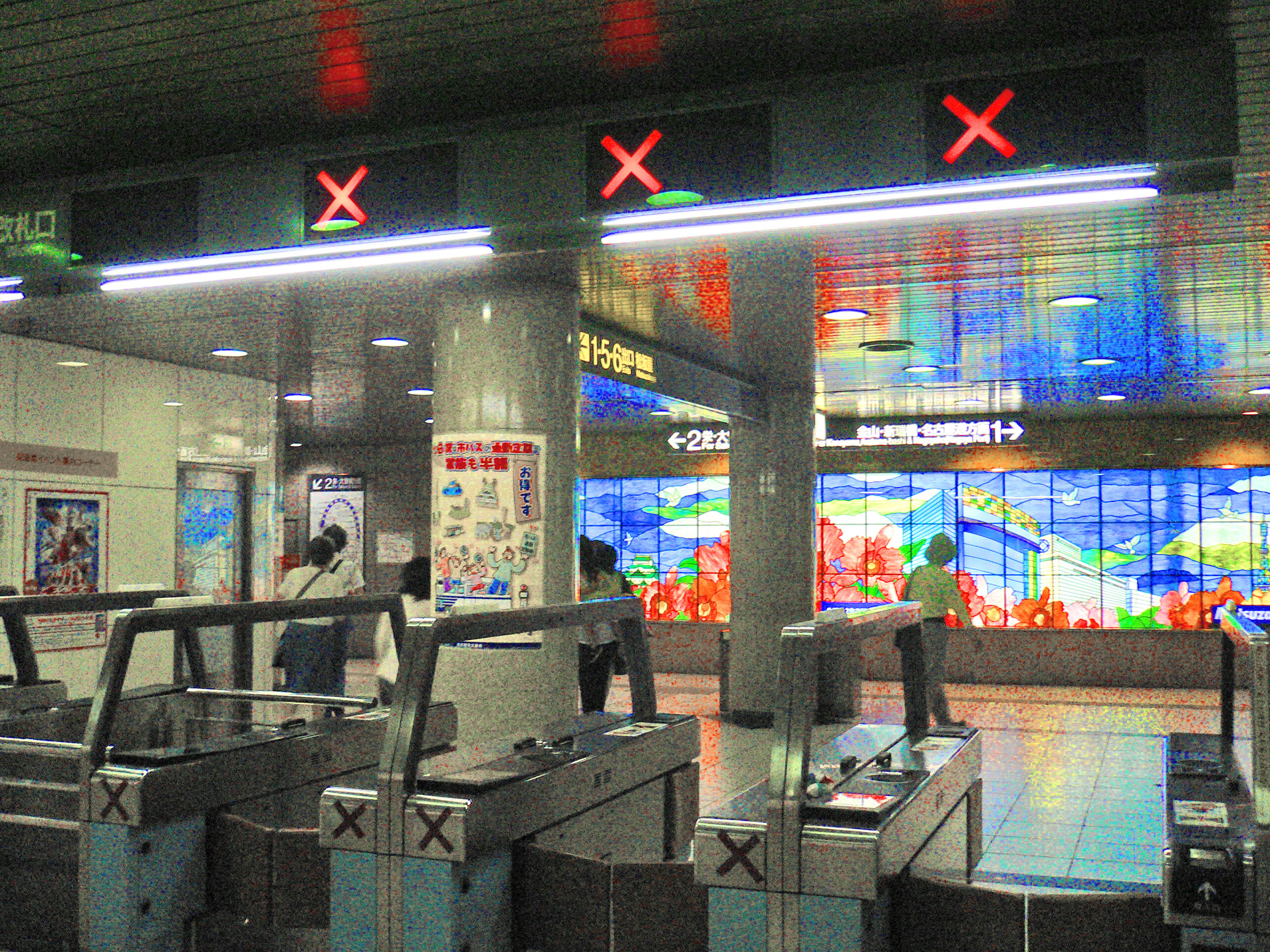
Stacja Yabachō na linii Meijō

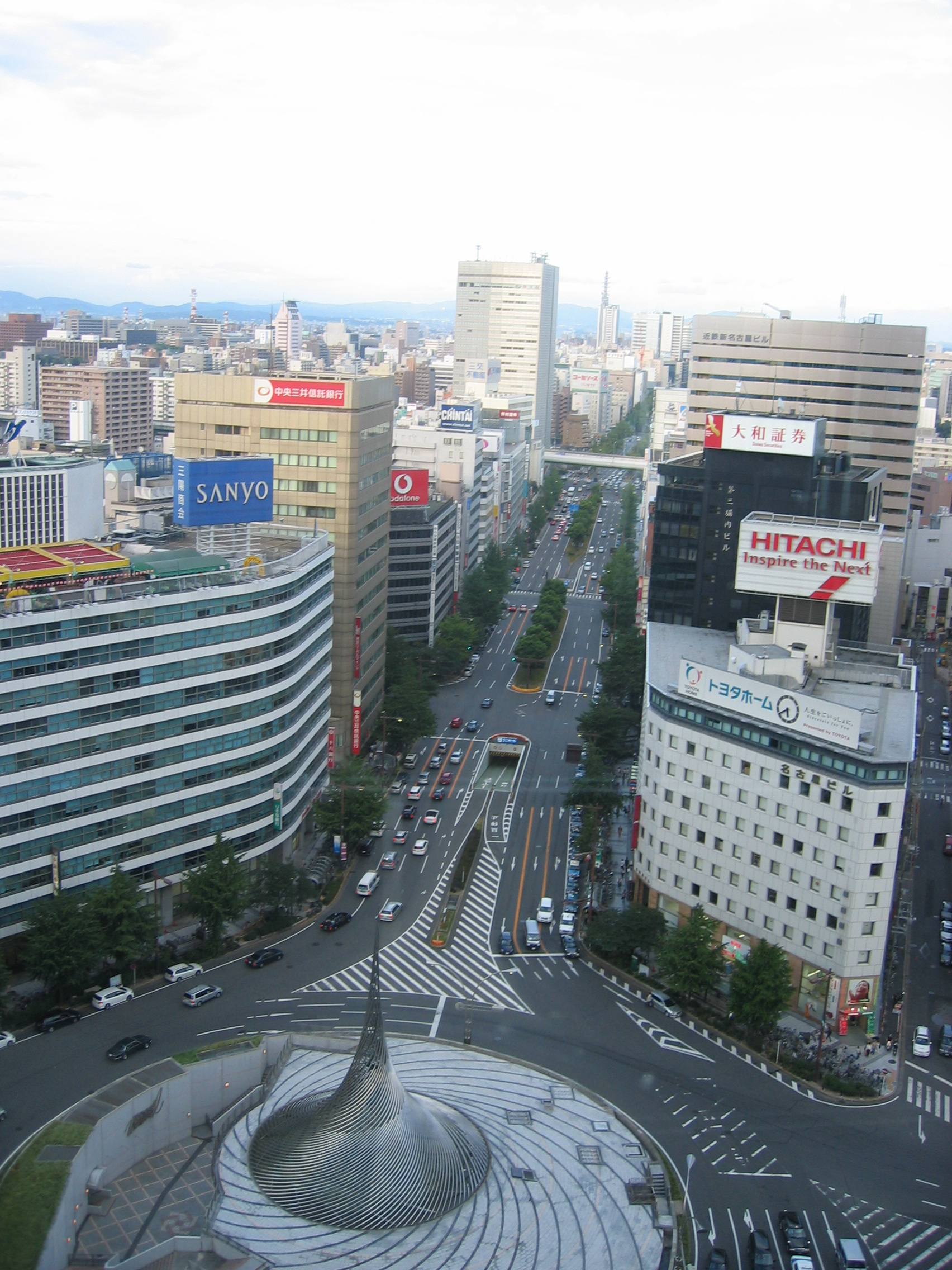
Współczesna Nagoja: ulice-arterie i metro – Sakura-dōri przed dworcem Nagoya. Podziemne pasaże piesze ciągną się aż za drugie skrzyżowanie

Linie Higashiyama i Meijō/Meikō, najstarsze w sieci, mają stosunkowo krótkie i wąskie wagony (ok. 15,58 na 2,508 m lub, zależnie od typu, 2,54 m), wyposażone w trzy pary drzwi. Pozostałe linie mają wagony długości ok. 20,0 m, wyposażone w cztery pary drzwi. Są one też minimalnie szersze – 2,746 m. Wszystkie pociągi mają podłużny układ siedzeń, z wyjątkiem używanych na linii Kami-Iida/Meitetsu-Komaki, które mają je częściowo ustawione poprzecznie (duża rzadkość na japońskich sieciach metra). Najstarsze pociągi obecnie używane (2007) to EZT „3000” linii Tsurumai; pochodzą one z 1977 r.
Linie Tsurumai i Kami-Iida obsługują także pociągi Meitetsu.
Wagony linii Aonami mają długość 20 m, szerokość 2,805 m; zdolne są rozwinąć prędkość 110 km/h. EZT (typu „1000”) składają się z czterech wagonów: dwóch motorowych w środku i pary sterowniczych.
EZT kolei Linimo, długości 50 m, składają się z trzech wagonów (każdy ok. 14 m długości i 2,6 m szerokości). Ich prędkość maksymalna określana jest na 100 km/h, a maksymalne nachylenie trasy – 7%. Wagony zasilane są prądem =1500 V.

## Historia

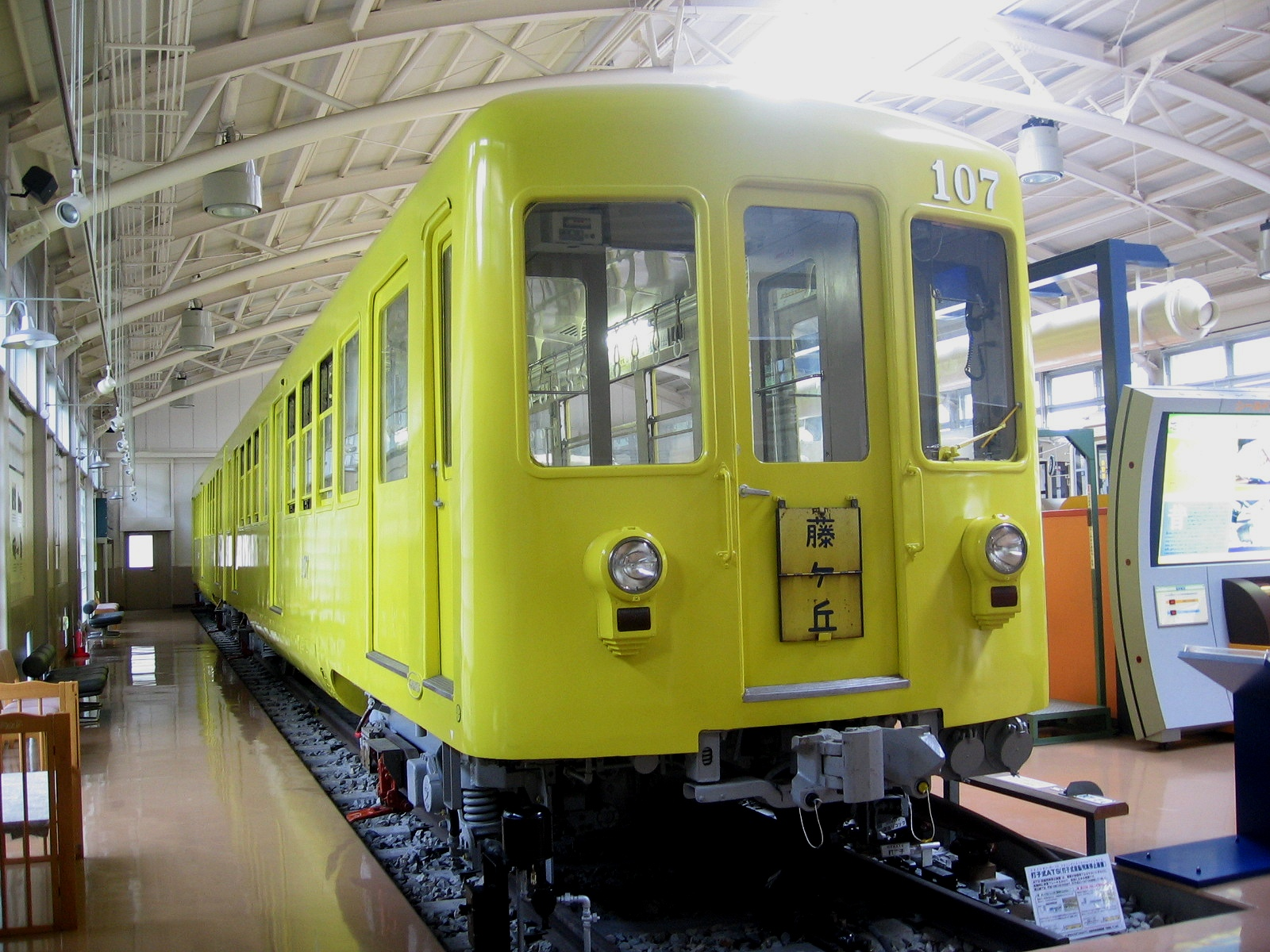
Zabytkowy wagon metra typu „100” z 1957 r.

W 1898 r. kolej Nagoya Denki Tetsudō (Meitetsu) uruchomiła na ulicach śródmieścia linię tramwaju elektrycznego (drugą w kraju). W 1922 linie miejskie Meitetsu zostały przekazane miastu, a kolej ta skupiła się na rozwoju sieci kolejek dojazdowych. W 1930 miasto uruchomiło pierwszą linię autobusową. Podobnie, jak gdzie indziej w Japonii, sieć tramwajową rozwijano jeszcze w pierwszych latach powojennych. W 1959 r. osiągnęła ona maksymalną długość: 106,3 km.
Pierwsze podziemne trasy kolei miejskich zapoczątkowane zostały przez koleje prywatne. Podziemne dworce otwierają koleje: Kankyūden (1938, obecnie część sieci Kintetsu) oraz Meitetsu na linii średnicowej Nagoya-honsen (1954).
Najstarszą linią sieci metra jest Higashiyama-sen; 15 XI 1957, po czterech latach budowy, otwarto jej pierwszy odcinek Nagoya – Sakaemachi (obecnie Sakae, 2,4 km). Linię rozbudowywano na wschód: w 1960 do stacji 池下 Ikeshita, w 1963 do 東山公園 Higashiyama-kōen, a w 1969 dotarła ona do obecnej stacji końcowej Fujigaoka. W tym samym roku przedłużono ją na zachód; aktualną długość uzyskała jednak dopiero w 1982 r.
W międzyczasie 名古屋市高速度鉄道 Nagoya-shi Kōsoku-do Tetsudō rozpoczęła budowę drugiej kolei podziemnej – określonej jako „linia 2". Odcinek między ratuszem (市役所 Shi-yakusho) a stacją Sakae-machi otwarto w 1965 r. i przedłużano – do stacji Kanayama 1967, do Nagoya-kō i Ōzone w 1971 r. Jeszcze w 1974 otwarto krótkie odgałęzienie stacjami Kanayama a 新瑞橋 Aratama-bashi. Wówczas też, piętnaście lat po ostatniej rozbudowie, zlikwidowano ostatecznie sieć tramwajową.
W 1977 r. otwarto trzecią linię – Tsurumai-sen między Fushimi i 八事 Yagoto, zaprojektowaną według nowych standardów – bardziej pojemną i przystosowaną do współpracy z koleją aglomeracyjną Meitetsu. Przedłużono ją do Akaike rok później, zastępując uliczną trasę kolejki Meitetsu. Rozpoczęto wówczas wspólną eksploatację z linią Meitetsu-Toyota. Na północy w 1984 linia dotarła do
庄内緑地公園 Shōnai Ryokuchi Kōen. Na doprowadzenie do obecnej stacji końcowej Kami-Otai czekać trzeba było jednak aż do 1993 r. Jednocześnie, w 1978 oddano do użytku podziemną linię „głębokiego wprowadzenia” 名鉄瀬戸線 Meitetsu-Sento-sen między stacjami 栄町 Sakaemachi i 東大手 Higashi-Ōte (1,5 km). Formuje się dzisiejszy kształt węzła Sakae, gdzie spotykają się trzy linie SKM.
Jako czwartą linię zbudowano Sakura-dōri-sen. Otwierano ją w dwóch etapach: na zachód od stacji 今池 Imaike (węzeł z linią Higashiyama) w 1989 r.; na wschód od niej – w 1994.
Ukończenie wschodniej części pętli (linia nr 4) nastąpiło w trzech etapach w l. 2000-04. Jednocześnie oddano krótką Kami-Iida-sen (2003). Linia Meijō stała się jedyną okólną linią metra w Japonii. W kraju jednak eksploatuje się dwie linie okólne miejskiej sieci kolei JR (w Tokio i w Osace). Jednocześnie, w 2001 r. otwarto linię autobusu torowego ゆとりーとライン Yutoriito-Line, wychodzącą od stacji Ōzone w kierunku przedmieść północno-wschodnich.
Najnowszymi liniami SKM w aglomeracji są Aonami-sen, otwarta w 2004, oraz linia maglev Linimo z 2005 r., otwarta dla obsługi wystawy światowej EXPO 2004. W 2006 zlikwidowano kolejkę automatyczną Peachliner, funkcjonującą od 1991 r. na terenie miasta Komaki, jako linia dowożąca do Meitetsu-Komaki-sen. Jej deficyt nie zmniejszył się po otwarciu linii metra Kami-Iida.
W 2004 wprowadzono system ATC w miejsce ATS na linii Higashiyama.

## Projekty
W budowie znajduje się przedłużenie Sakura-dōri-sen do Tokushige (planowane ukończenie – 2011). Będzie to linia całkowicie podziemna, drążona tarczą, ze stacjami o przekroju prostokątnym.
Poza tym poważnie planuje się przedłużenie Kami-Iida-sen do śródmieścia do nowoprojektowanej stacji 丸田町 Marutamachi, gdzie spotykałaby się z Tōbu-sen, całkowicie nową linią W-Z, planowaną w pasie między Higashiyama-sen i Tsurumai-sen.